# Cygnodraco mawsoni
Cygnodraco mawsoni är en fiskart som beskrevs av Waite, 1916. Cygnodraco mawsoni ingår i släktet Cygnodraco och familjen Bathydraconidae. Inga underarter finns listade i Catalogue of Life.